# King Princess
Mikaela Mullaney Straus (19 de dezembro de 1998), conhecida por seu nome artístico King Princess, é uma cantora, compositora, instrumentista e produtora americana do Brooklyn, Nova York. Ela assinou contrato com a gravadora de Mark Ronson, Zelig Records, uma marca da Columbia Records.

## Infância e Adolescência
King Princess nasceu e foi criada no Brooklyn, Nova York; ela é filha do engenheiro de gravação Oliver H. Straus Jr. e Agnes "Aggie" Mullaney. Seus pais se divorciaram enquanto ela era jovem. Por parte de mãe, ela é descendente de irlandeses, italianos e poloneses. Do lado de seu pai, seus trisavós incluem Isidor Straus, um congressista dos EUA e co-proprietário da Macy's, e Ida Straus; eles eram de famílias judias alemãs, que emigraram para os Estados Unidos do Reino da Baviera e da Renânia-Palatinado. O casal morreu no naufrágio do navio RMS Titanic.
Mikaela passou grande parte de sua infância com o pai em seu estúdio em Mission Sound. Lá, ela aprendeu vários instrumentos, incluindo baixo, guitarra, piano e bateria, além de técnicas de produção musical e insights sobre a indústria da música. A inspiração de Mikaela naqueles anos vinha do rock das bandas Led Zeppelin e T. Rex, além de Jack White. Ela frequentou o ensino médio em Avenues: The World School, uma escola particular em Manhattan, e jogou vôlei.
Após o ensino médio, Mikaela mudou-se para Los Angeles para estudar na USC Thornton School of Music. No entanto, depois de um ano, ela desistiu em favor de sua carreira musical.

## Carreira
Mikaela fala sobre suas experiências musicais na infância no estúdio de seu pai, em uma entrevista ao FaceCulture.
Uma gravadora se ofereceu para assinar com a King Princess aos 11 anos, mas ela se recusou. Mikaela recusou por causa de sua experiência assistindo outros artistas trabalharem com uma gravadora no estúdio de seu pai. As gravadoras controlariam o produto do artista e mudariam a sensação da música. Ela não quis assinar com uma gravadora até ter uma definição de sua música, como queria dirigir a produção e com quem iria trabalhar.
Em fevereiro de 2018, King Princess lançou seu primeiro single "1950". "1950" é uma homenagem ao romance de 1952, The Price of Salt (Ou Carol), de Patricia Highsmith, à comunidade LGBT e ao amor queer. A música alcançou uma ampla audiência quando o cantor britânico Harry Styles twittou uma letra da música. Mikaela seguiu com seu segundo single "Talia" em abril.
Em 15 de junho de 2018, ela lançou seu primeiro EP, Make My Bed. Mais tarde naquele ano, ela ganhou o prêmio de Artista Pop Breakout do Ano pela Vivid Seats.
Em 2019, foi anunciado que a King Princess iria se apresentar no Lollapalooza e no Coachella. Ela tocou no palco do The Park no Glastonbury Festival de 2019 e foi acompanhada por Mark Ronson (vestido como King Princess) para uma apresentação de sua colaboração "Pieces of Us". Zelig Recordings lançou o álbum de estréia de King Princess, Cheap Queen, em 25 de outubro de 2019. Em 13 de novembro, foi anunciado que a King Princess seria o ato de abertura da turnê européia de Harry Styles em 2020.
Em 23 de novembro de 2019, King Princess se apresentou como convidado musical no Saturday Night Live (Temporada 45, Episódio 7).

## Vida Pessoal
Mikaela é genderqueer e lésbica.
Do início de 2018 ao final de 2018, Mikaela estava em um relacionamento com a atriz Amandla Stenberg. Desde o início de 2019, Mikaela está namorando Quinn Whitney Wilson, diretora criativa da rapper e compositora Lizzo.

## Discografia

### Álbum de Estúdio
| Título      | Detalhes | Posições nos Charts | Posições nos Charts | Posições nos Charts | Posições nos Charts | Posições nos Charts |
| Título      | Detalhes | US Current          | US Heat             | US Alt              | AUS                 | UK Physical         |
| ----------- | --- | ------------------- | ------------------- | ------------------- | ------------------- | ------------------- |
| Cheap Queen | - Lançado: 25 de outubro de 2019 - Gravadora: Zelig, Columbia - Formatos: CD, download digital, streaming, vinil | 88                  | 8                   | 18                  | 41                  | 86                  |

### EPs
| Título      | Detalhes                                                                                 | Posição no Chart |
| Título      | Detalhes                                                                                 | NZ Heat.         |
| ----------- | ---------------------------------------------------------------------------------------- | ---------------- |
| Make My Bed | - Lançado: 15 de junho de 2018 - Gravadora: Zelig - Formato: download digital, streaming | 1                |

### Singles

#### Como Artista Principal
| Título           | Ano  | Posição em Charts | Posição em Charts | Posição em Charts | Posição em Charts | Posição em Charts | Posição em Charts | Posição em Charts | Posição em Charts | Certificações                                   | Álbum       |
| Título           | Ano  | US Alt.           | AUS               | AUT               | BEL (FL)          | NLD               | NZ Hot            | SWE               | SWI               | Certificações                                   | Álbum       |
| ---------------- | ---- | ----------------- | ----------------- | ----------------- | ----------------- | ----------------- | ----------------- | ----------------- | ----------------- | ----------------------------------------------- | ----------- |
| "1950"           | 2018 | 17                | 25                | 75                | 48                | 83                | —                 | 87                | 94                | - RIAA: Platinum - MC: Gold - ARIA: 2× Platinum | Make My Bed |
| "Talia"          | 2018 | —                 | —                 | —                 | —                 | —                 | —                 | —                 | —                 | - ARIA: Gold                                    | Make My Bed |
| "Pussy Is God"   | 2018 | —                 | —                 | —                 | —                 | —                 | 17                | —                 | —                 |                                                 | Sem álbum   |
| "Cheap Queen"    | 2019 | —                 | —                 | —                 | 98                | —                 | 17                | —                 | —                 |                                                 | Cheap Queen |
| "Prophet"        | 2019 | —                 | —                 | —                 | —                 | —                 | 17                | —                 | —                 |                                                 | Cheap Queen |
| "Ain't Together" | 2019 | —                 | —                 | —                 | —                 | —                 | —                 | —                 | —                 |                                                 | Cheap Queen |
| "Hit the Back"   | 2019 | —                 | —                 | —                 | —                 | —                 | —                 | —                 | —                 |                                                 | Cheap Queen |

#### Artista convidada
| Titulo                                               | Ano  | Posição nos Charts | Álbum               |
| Titulo                                               | Ano  | NZ Hot             | Álbum               |
| ---------------------------------------------------- | ---- | ------------------ | ------------------- |
| "Pieces of Us" (Mark Ronson featuring King Princess) | 2019 | 24                 | Late Night Feelings |

| Titulo                                 | Ano  | Outro Artista  | Álbum       |
| -------------------------------------- | ---- | -------------- | ----------- |
| "Run Me Through" (King Princess Remix) | 2018 | Perfume Genius | Reshaped EP |

## Prêmios e indicações
| Ano  | Organização | Categoria     | Trabalho  | Resultado     |
| ---- | ----------- | ------------- | --------- | ------------- |
| 2018 | BBC         | Sound of 2019 | Ela Mesma | Segundo Lugar |
| 2018 | DIY         | Class of 2019 | Ela Mesma | Incluída      |

### Prêmios Internacionais de Música
O Prêmio Internacional de Música da Rolling Stone Alemanha celebra o melhor da música. Os vencedores são selecionados por artistas e especialistas. A primeira edição está prevista para 2019.
| Ano  | Nominada  | Categoria | Resultado |
| ---- | --------- | --------- | --------- |
| 2019 | Ela Mesma | Iniciante | Pendente  |